# Louveira
Louveira este un oraș în São Paulo (SP), Brazilia.